# Phonem
Ein Phonem (selten: Fonem; von altgriechisch φωνή phōnḗ „Laut, Ton, Stimme, Sprache“) ist die abstrakte Klasse aller Laute (Phone), die in einer gesprochenen Sprache die gleiche bedeutungsunterscheidende (distinktive) Funktion haben.
- Beispiel: Das vordere, gerollte und das hintere, nicht oder jedenfalls weniger deutlich gerollte r sind zwei unterschiedliche Phone (Laute), die im Deutschen aber keinen Bedeutungsunterschied zwischen Wörtern ausmachen und daher nur Varianten (Allophone) des einen Phonems /r/ sind. Konkret: Manche Personen sprechen den ersten Laut des Farbworts „rot“ mit dem deutlich gerollten (vorderen, alveolaren – [⁠r⁠]), andere mit dem nicht oder jedenfalls weniger deutlich gerollten (hinteren, uvularen – [⁠ʁ⁠]) r aus; jeder Hörer versteht darunter das gleiche Wort „rot“. Anders ist es, wenn man statt eines der möglichen r-Laute den Laut [⁠t⁠] verwendet: Man erhält statt des Wortes „rot“ ein gänzlich anderes Wort, nämlich „tot“. Die beiden r-Laute gehören zu ein und demselben Phonem /r/, der genannte t-Laut zu einem anderen Phonem, nämlich /t/.

Das Phonem kann somit als die kleinste bedeutungsunterscheidende Einheit des Lautsystems einer Sprache definiert werden. Das Phonem ist nicht allein durch seinen Klang definiert, sondern durch seine Funktion. Phoneme sind somit Untersuchungsgegenstand der Phonologie, während die Einheiten der Phonetik (als Klangereignisse) Phone genannt werden. Beide sind zu unterscheiden von Graphemen, den kleinsten funktionstragenden graphischen Einheiten eines Schriftsystems (die auch in Alphabetschriften nicht immer genau einem Phon oder Phonem entsprechen).

## Notierung
Zur Notierung von Phonemen bedient man sich im Allgemeinen der Lautschrift-Symbole des Internationalen Phonetischen Alphabets. Dabei handelt es sich jedoch lediglich um eine Vereinfachung: Da Phoneme nicht mit den Lauten identisch, sondern Positionen innerhalb einer Systematik sind, könnte man im Prinzip jedes beliebige Symbol für ein Phonem verwenden. Zur Unterscheidung werden Phoneme durch Schrägstriche und Phone in eckigen Klammern notiert.
- Beispiel: „/⁠a⁠/“ = das Phonem „a“; „[⁠a⁠]“ = das Phon „a“

## Phon und Phonem
Phone gehören zu unterschiedlichen Phonemen, wenn der phonetische Unterschied in der jeweiligen Sprache einem Bedeutungsunterschied entspricht. Dies stellt man anhand von Wörtern fest, die sich nur in einem Laut unterscheiden. Wenn beide Wörter Unterschiedliches bedeuten, sind die untersuchten Laute Realisierungen unterschiedlicher Phoneme; ebendies ist mit „bedeutungsunterscheidend“ gemeint.
- Beispiele: „Katze“ / „Tatze“; „Lamm“ / „lahm“; „Beet“ / „Bett“, „rasten“ (kurzes a) / „rasten“ (langes a).

Ergeben sich Bedeutungsunterschiede, werden die Wörter „Wortpaare“ oder „Minimalpaare“ genannt. Zu erwähnen ist hier auch, dass Phoneme nicht nur als Lautsegmente realisiert werden, sondern auch als suprasegmentale Eigenschaften von Silben oder Wörtern auftreten können. So bei den Tonsprachen, die verschieden hohe oder verlaufende Töne auf einer Silbe kennen, die eindeutig bedeutungsunterscheidend sind. Man spricht hier auch von Tonemen, die eine Untergruppe der Phoneme sind.
Mit Hilfe dieser sogenannten Minimalpaaranalyse lassen sich alle Phoneme einer Sprache systematisch erfassen und identifizieren: Führt das Ersetzen eines Lauts durch einen anderen zu einer Änderung (oder zum Verlust) der Bedeutung des Wortes, können beide Laute unterschiedlichen Phonemen zugeordnet werden. Bei Phonemen handelt es sich jedoch nicht um die Laute selbst; vereinfacht ausgedrückt kann man ein Phonem als eine Gruppe von Lauten auffassen, die von Muttersprachlern der jeweiligen Sprache als „ungefähr gleich“ empfunden werden. Es sind also von den Einzellauten (Phonen) einer Sprache abstrahierte Einheiten. Als solche sind sie keine physischen Laute im eigentlichen Sinn, sondern müssen durch entsprechende Allophone realisiert („hörbar gemacht“) werden.

## Phoneme und distinktive Merkmale
Die Phoneme sind keine Atome, sondern „kontrastieren in bestimmten Lauteigenschaften“. Die Lauteigenschaften, die ein Phonem von einem anderen unterscheiden, werden auch distinktive Merkmale genannt.
Wenn das Phonem als kleinste bedeutungsdifferenzierende Einheit bezeichnet wird, kann sich das also nur „auf kleinste in der Sequenz aufeinander folgende Einheiten“ beziehen, während „eine Gliederung in noch kleinere simultan im Phonem gebündelte Merkmale“ damit nicht ausgeschlossen wird.
In phonologischen Theorien, die primär mit distinktiven Merkmalen arbeiteten, gibt es allerdings eigentlich keinen Bedarf für den Phonembegriff mehr, und Symbole wie „/p/“ werden nur als eine praktische Abkürzung für ein Merkmalbündel betrachtet.
Welche Lauteigenschaften distinktiv sind, erschließt sich nicht einfach aus dem Klang, sondern ist eine Eigenschaft, die durch die Grammatik einer Einzelsprache festgelegt wird. Beispielsweise beruht der Kontrast der deutschen Wörter „Bass“ und „Pass“ darauf, ob der mit den Lippen gebildete Verschlusslaut stimmhaft oder stimmlos ist. In einer Sprache wie dem Koreanischen etwa bildet jedoch derselbe Kontrast keine Minimalpaare (sondern ein und dasselbe Phonem wird stimmhaft ausgesprochen, wenn es zwischen zwei Vokalen steht und sonst stimmlos). Stattdessen benutzt das Koreanische die Behauchung (Aspiration) oder die gespannte Ausführung eines Verschlusslautes als distinktive Merkmale; minimale Kontraste sind z. B. [pal] „Fuß“ – [phal] „Arm“ – [ppal] „schnell“ (hierbei ist „ph“ als ein einziges phonetisches Zeichen für ein aspiriertes p und „pp“ als ein einziges phonetisches Zeichen für ein gespanntes p zu verstehen). Die Aspiration des Verschlusslautes „p“ liegt in dem deutschen Wort „Pass“ zwar vor, eine Aussprache ohne Hauch ergibt aber im Deutschen, anders als im Koreanischen, nie ein anderes Wort.

## Phonem und unterschiedliche konkrete Realisierungen (Allophone)
Gleichgültig, ob man Phoneme als das Ergebnis einer rein linguistischen Systematisierung oder als mentale Entitäten auffasst, in jedem Fall handelt es sich bei ihnen um Abstraktionen einer konkreten lautlichen Äußerung. Genauer handelt es sich um eine „Klasse von Lauten […], die alle distinktiven Eigenschaften gemeinsam haben, in den nicht-distinktiven dagegen differieren können.“
Dies bedeutet, dass sich konkrete Realisierungen von Phonemen erheblich voneinander unterscheiden können und dennoch ein und demselben Phonem zugeordnet werden. Die Realisierungen (Instanzen) eines Phonems werden auch Allophone genannt. Nach dem Gesagten können Allophone mitunter in verschiedenen Varianten auftreten.
- Beispiel: So klingt zum Beispiel das /ch/ nach einem /⁠u⁠/ anders als nach einem /⁠i⁠/, trotzdem handelt es sich um ein einzelnes Phonem. Gründe für mehr oder weniger frei variierende Realisierungen sind vor allem dialektale Unterschiede und Koartikulationseffekte – wie im Beispiel – sowie ganz allgemein Besonderheiten in der Artikulation eines Sprechers.

Für eine Reihe von Phonemen existieren jedoch phonologische Regeln, die in Abhängigkeit von der lautlichen Umgebung eines Phonems eindeutig festlegen, mit welchem Allophon es zu realisieren ist. Man spricht von (kontextgebundenen) kombinatorischen Varianten eines Phonems – im Gegensatz zu freien Varianten eines Phonems.
- Beispiel: Im Deutschen wird das Graphem <ch> manchmal im Bereich des harten Gaumens, also palatal artikuliert ([ɪç] – „ich“), manchmal aber auch weiter hinten im Bereich des weichen Gaumens ([ax] – „ach“). Es gilt die Regel, dass [⁠x⁠] nur nach /a/, /o/, /u/ und /au/ steht, in allen anderen Fällen steht [⁠ç⁠].

Entscheidend ist also einzig und allein die lautliche Umgebung, inhaltliche Unterschiede zwischen den Wörtern spielen keine Rolle.
Bei derartigen sogenannten kombinatorischen Varianten sind beide Allophone zumeist so verteilt, dass dort, wo das eine stehen muss, das andere nicht stehen darf und umgekehrt (komplementäre Distribution).
- Beispiel: „dich“ ([diç]) – „Dach“ ([dax]).

Führen solche Regeln dazu, dass ein eigentlich distinktives Merkmal seine bedeutungsunterscheidende Funktion verliert, spricht man von Neutralisation.
- Beispiel: Die sogenannte Auslautverhärtung im Deutschen hat zur Folge, dass alle stimmhaften Obstruenten (/⁠b⁠/, /⁠d⁠/, /⁠g⁠/, /⁠v⁠/, /⁠z⁠/, /⁠ʒ⁠/) am Wortende (und auch wortintern am Silbenende) stimmlos ausgesprochen werden; der in anderen Positionen relevante Unterschied zwischen stimmhaften und stimmlosen Phonemen wird neutralisiert („Bund“ und „bunt“ wird zwar unterschiedlich geschrieben, aber identisch ausgesprochen ([bʊnt])).

Auch Assimilationsprozesse führen häufig zu Neutralisation.
Phoneme sind also nicht bloß phonetisch bestimmt, sondern „linguistische Elemente, die durch ihre Stellung im sprachlichen System, durch ihre syntagmatischen und paradigmatischen Relationen, das heißt durch ihre Umgebung und durch ihre Substituierbarkeit, bestimmt sind“.

## Definitionen verwandter Begriffe

### Distingem
Phonem und Graphem werden auch unter der Sammelbezeichnung „Distingem“ zusammengefasst.

#### Graphem
Das Phonem ist zu unterscheiden vom Graphem. Das Graphem ist die kleinste bedeutungsunterscheidende Einheit der geschriebenen Sprache. Einem Phonem können ein oder mehrere Grapheme entsprechen und umgekehrt, z. B. <m> – /m/, aber <sch> – / ∫/, <x> – /ks/.

### Morphem
Das Phonem ist zu unterscheiden vom Morphem. Das Phonem ist als kleinste bedeutungsunterscheidende, während das Morphem als kleinste bedeutungstragende sprachliche Einheit definiert ist, da es einen semantischen Inhalt enthält. Die Phoneme /r/ und /t/ zum Beispiel unterscheiden die Lexeme (Wörter) „rot“ und „tot“ als Minimalpaar voneinander; sie selbst tragen keinerlei Bedeutung. Eine eigene Bedeutung haben dagegen die genannten beiden Wörter (Lexeme) und bilden jeweils ein Morphem. Ein Morphem besteht in der Regel aus einem oder mehreren Phonemen, die in der Schriftsprache als Grapheme notiert werden. Das Fehlen eines Phonems kann als Morphemform (Nullmorphem) bezeichnet werden, etwa wenn eine Flexionsform an der jeweiligen Stelle Phoneme enthält, eine andere dagegen nicht.

## Phoneme, Phonemklassen, Phoneminventar, Phonemsystem

### Phoneme und Phonemklassen der deutschen Lautsprache
Beispiele für deutsche Phoneme:
/p/, /t/, /k/ (stimmlose Plosive)
/m/, /n/, /ŋ/ (Nasale)
/a:/, /a/, /e:/, /ɛ/ (lange und kurze Vokale)
Umstritten ist der phonematische Status im Deutschen u. a. bei den Schwa-Lauten (e-Schwa und a-Schwa), dem glottalen Verschlusslaut (auch Knacklaut, englisch glottal stop), den Diphthongen (vokalische Doppellauten mit Gleitbewegung von einem Ausgangs- hin zu einem Endvokal) und den Affrikaten (Abfolge von Plosiv und Frikativ, die mit dem gleichen Organ gebildet werden). Am weitesten gehen die in der Forschungsliteratur anzutreffenden Anzahlen an Vokalphonemen auseinander (nämlich von 8 bis 26).

### Phoneminventar
Die Gesamtheit aller Phoneme wird auch als „Phoneminventar“ bezeichnet, dessen Größe von Sprache zu Sprache teilweise erheblich schwankt. Am Phoneminventar orientieren sich auch die meisten Alphabetschriften, im Idealfall existiert eine 1-zu-1-Zuordnung von Phonemen und Buchstaben.

### Anzahl der Phoneme der Sprachen der Welt
Sprecher nutzen nur eine eingeschränkte Zahl potentieller Laute, die das menschliche Sprachorgan hervorbringen kann. Aufgrund von Allophonen ist die Anzahl der zu unterscheidenden Phoneme in der Regel kleiner, als die Anzahl der Laute, die in einer Einzelsprache identifiziert werden kann. Verschiedene Sprachen unterscheiden sich maßgeblich in der Anzahl der Phoneme, die ihrem Sprachsystem eigen sind. Das gesamte phonetische Inventar in den Sprachen variiert zwischen nur 11 in Rotokas und 10 – nach allerdings umstrittenen Analysen – in Pirahã, der phonemärmsten Sprache der Welt, und bis zu 141 Phonemen in ǃXóõ oder !Xũ, der phonemreichsten.
Die Zahl der phonemisch distinktiven Vokale kann niedrig sein wie in Ubyx und Arrernte mit nur zwei oder hoch wie in der Bantusprache Ngwe, die 14 Grundvokale aufweist, wovon 12 lang und kurz unterscheiden, plus 6 nasalierte Vokale, ebenfalls jeweils lang und kurz realisiert, was insgesamt 38 phonemische Vokale macht. !Xóõ (!Xũ) hingegen besitzt schon 31 reine Vokale, ohne dass man die zusätzlichen Variationen hinsichtlich der Vokallänge durch Tonhöhen dazuzählt. Hinsichtlich der konsonantischen Phoneme besitzt Puinave gerade einmal sieben und Rotokas sechs. !Xóõ (!Xũ) dagegen hat um die 77 und Ubyx gar 81 konsonantische Phoneme.
Das häufigste Vokalsystem besteht aus den fünf Grundvokalen /i/, /e/, /a/, /o/, /u/. Die häufigsten Konsonanten sind /p/, /t/, /k/, /m/, /n/. Sehr wenigen Sprachen fehlen diese Konsonanten, so gibt es im Arabischen kein /p/, im Standardhawaiianischen fehlt das /t/, Mohawk und Tlingit haben kein /p/ und /m/, Hupa hat weder /p/ noch ein /k/, umgangssprachliches Samoanisch hat weder /t/ noch /n/, wohingegen Rotokas und Quileute die Nasale /m/ und /n/ nicht haben.
Englisch besitzt eine große Variationsbreite an vokalischen Phonemen (zwischen 13 und 21, einschließlich der Diphthonge). Die 22 bis 26 Konsonanten entsprechen hingegen dem Durchschnitt der meisten Sprachen. Das Standarddeutsche besitzt ungefähr 40 Phoneme (etwa 20 Vokalphoneme und 20 konsonantische Phoneme, je nach Zählweise).

### Phonemsystem
Die Phonetik gibt die Möglichkeit, Phoneme als Mengen von (distinktiven) Merkmalen aufzufassen, anhand auserwählter Merkmale Phonemklassen zu bilden und das Phoneminventar als Phonemsystem zu betrachten.
Die Merkmale, durch die sich Phoneme unterscheiden, nennt man „phonologische Merkmale“ im Gegensatz zu den „phonetischen Merkmalen“ der Phone.
Phoneme lassen sich anhand ihrer Merkmale klassifizieren. Gibt es ein Merkmal, das zwei Phoneme voneinander unterscheidet, so wird es als distinktives Merkmal bezeichnet.
- Beispiel: Im Deutschen ist, je nach phonologischem Standpunkt, die Unterscheidung zwischen Lenis und Fortis bzw. die Unterscheidung zwischen stimmhaft und stimmlos von Plosiven distinktiv: [⁠p⁠] und [⁠b⁠] entsprechen den Phonemen /p/ und /b/, da sie zur Bedeutungsunterscheidung herangezogen werden können (vgl. „Pass“ vs. „Bass“). Nicht distinktiv ist dagegen die Aspiriertheit von Plosiven. [⁠p⁠] und [pʰ] sind beides Varianten des Phonems /⁠p⁠/ ([pas] und [pʰas] sind gleichbedeutend). Alternativ kann auch gesagt werden, die Eigenschaft Lenis bzw. Stimmhaftigkeit hat „phonemischen Wert“, Aspiriertheit dagegen nicht.

Für manche Phoneme gelten Einschränkungen, was ihre Position anbelangt: Im Deutschen etwa darf /⁠ŋ⁠/ nicht am Wortanfang auftauchen, /⁠h⁠/ nicht am Wortende.

## Interpretationen

### Strukturalismus
Nach der klassischen Charakterisierung des Strukturalismus sind Phoneme abstrakte Einheiten einer systematisierenden Untersuchung von Sprache.

### Phoneme als mentale Einheiten
Edward Sapir begründete eine psychologische Interpretation der Phoneme als mentale Einheiten. Diese Interpretation wurde von Noam Chomsky und Morris Halle weiterentwickelt.
Im Laufe des Spracherwerbs erlernt ein Kind, welche phonetischen Merkmale eines Lautes für die Bedeutung eines Wortes entscheidend sind und welche nicht. Die im Zuge dieses Prozesses entstehenden Kategorien werden als mentale Entsprechungen (Repräsentationen) der ursprünglich rein linguistisch definierten Phoneme angesehen. Nach dieser Auffassung haben Phoneme eine eigenständige Existenz im mentalen Sprachverarbeitungssystem eines Sprechers: Das System greift bei der Sprachverarbeitung tatsächlich auf diese Einheiten zurück. (Eine gegenteilige Hypothese wäre etwa die Behauptung, dass durch das Zusammenspiel von gelernten Wörtern und einzelnen Lautwahrnehmungen nur der „Eindruck“ entsteht, Phonemkategorien seien im System am Werk.)
Der Einfluss dieser Phonemkategorien auf die Wahrnehmung lässt sich besonders gut beim Umgang mit einer Fremdsprache beobachten. Phonetische Unterscheidungen, die in der eigenen Sprache keine Rolle spielen, werden vom untrainierten Ohr auch in anderen Sprachen nicht wahrgenommen oder fälschlicherweise ein und demselben Phonem zugeordnet. Beispiel: Das chinesische /⁠r⁠/ wird retroflex gebildet, das chinesische /⁠l⁠/ in etwa wie unser /⁠l⁠/. Wenn ein Deutscher seinen Laut /⁠r⁠/ ausspricht, wird dieser von Chinesen als /⁠l⁠/ wahrgenommen und nicht als das chinesische retroflexe /⁠r⁠/.

## Phonemvariation
Es kommt vor, dass in bestimmten Wörtern ein Phonem durch ein anderes ersetzt werden kann, ohne dass sich die Bedeutung ändert. Man nennt das Phonemvariation oder Phonemfluktuation. Sie ist in der standardsprachlichen Aussprachenorm relativ selten. Dort wo sie standardsprachlich anerkannt ist, kann sie auch Auswirkungen auf die Schreibung haben.
Beispiele:
Standardsprachlich anerkannt (nach Aussprache-Duden und den einschlägigen Rechtschreibwörterbüchern, zum Teil als anerkannte Regionalismen):
- jenseits – /'jeːnzaɪts/ oder /'jɛnzaɪts/ (unterschiedliche Phoneme /eː/ und /ɛ/)
- Geschoss oder Geschoß – /gə'ʃɔs/ oder /gə'ʃoːs/ (unterschiedliche Phoneme /ɔ/ und /oː/)
- Küken oder Kücken – /'kyːkən/ oder /'kʏkən/ (unterschiedliche Phoneme /yː/ und /ʏ/)
- gucken oder kucken – /'gʊkən/ oder /'kʊkən/ (unterschiedliche Phoneme /g/ und /k/)

Standardsprachlich nicht anerkannt, aber in der Umgangslautung zu finden (nach Aussprache-Duden):
- Bad – /baːd/, daneben auch /bad/ (unterschiedliche Phoneme /aː/ und /a/)
- Respekt – /re'spɛkt/, daneben auch /re'ʃpɛkt/ (unterschiedliche Phoneme /s/ und /ʃ/)

Standardsprachlich zum Teil bzw. inzwischen anerkannt. Das amtliche Wörterverzeichnis von 2006 vermerkt: „Spaß, (österr. auch) Spass“, in der Schweiz schreibt man ausspracheunabhängig ausschließlich „Spass“:
- Spaß oder Spass – /ʃpaːs/ oder /ʃpas/ (unterschiedliche Phoneme /aː/ und /a/)

## Gebärdensprachen
Der Begriff des Phonems wurde erkennbar bei der Untersuchung von Lautsprachen entwickelt. Aber auch Gebärdensprachen verfügen über ein bestimmtes Inventar von gebärdensprachlichen Phonemen. Wegen des Modalitätsunterschieds (oral-auditorisch vs. manuell-visuell) wird dieses Phoneminventar in die vier Parameter Handform, Handstellung, Handbewegung und Ausführungsstelle aufgeteilt, statt in Vokale und Konsonanten wie in Lautsprachen. Alle Gebärden werden mit mindestens einem Phonem aus jedem Parameter aufgebaut und simultan ausgeführt. Die Art und Anzahl der Phoneme können auch in Gebärdensprachen variieren, so dass man deswegen auch einen fremden Gebärdensprach-Akzent erkennen kann.